# Prosimulium rufipes
Prosimulium rufipes är en tvåvingeart som först beskrevs av Johann Wilhelm Meigen 1830.  Prosimulium rufipes ingår i släktet Prosimulium och familjen knott. Inga underarter finns listade i Catalogue of Life.